# Plácido Zuloaga
Plácido Zuloaga y Zuloaga (Madrid, 5 de octubre de 1834-julio de 1910) fue un escultor y armero damasquinador español.

## Biografía
Natural de Madrid, fue discípulo de su padre, Eusebio Zuloaga, en el arte de la armería y, según Ossorio y Bernard, de un M. Lieenard. En la Exposición Universal de París celebrada en 1855, alcanzó dos medallas de primera clase por sus modelados artísticos y sus objetos de platería y bronces de arte, tales como dos bajorrelieves en cera roja y negra y tres en hierro forjado, que representaban batallas, un trofeo de caza y unos broches damasquinados. En la celebrada en Madrid un año después, obtuvo un premio segundo por un trozo de ornamentación en bajorrelieve trabajado en cera.
También salieron de su mano dos escudos que presentó en la Exposición de Viena, un arca de hierro al estilo del siglo XVI, un monumento sepulcral del general Prim en la iglesia de Atocha, bajorrelieves en cera presentados en la Exposición de París de 1878 y una gran bandeja, labrada por un Morrison de Londres. En 1876, fue premiado en la Exposición de Filadelfia. Asimismo, sería nombrado caballero de la Orden Militar de Santiago de la Espada portuguesa.
De la descendencia que tuvo con su primera esposa, Lucía Zamora y Zabaleta, sobresaldría en el arte Ignacio Zuloaga, que sería destacado pintor. Plácido Zuloaga falleció en julio de 1910, a los 76 años.